# Pirinsko pivo

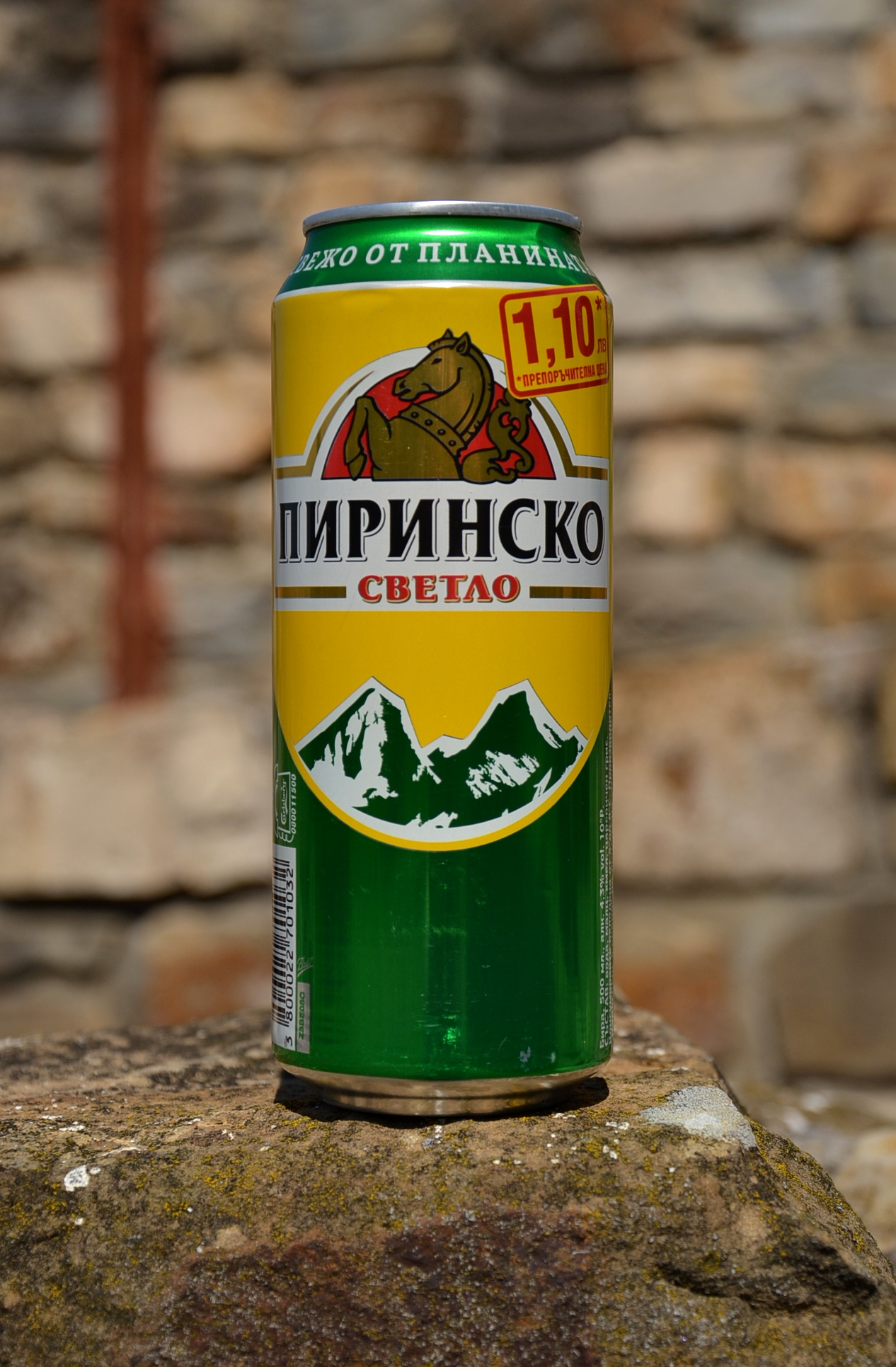
Pirinsko Helles in der Dose.

Pirinsko pivo (umgangssprachlich oft auch nur Pirinsko, bulgarisch Пиринско пиво) ist eine bulgarische Biermarke.

## Geschichte
Die Pirinsko-Brauerei wurde 1971 in Blagoewgrad gegründet. Die Brauerei gehört seit 2002 zur Carlsberg-Gruppe und bildet gemeinsam mit der Shumensko-Brauerei Carlsberg Bulgaria in der Stadt Schumen, ein Unternehmen mit 580 Beschäftigten und einem Marktanteil von 27 %. Benannt wurde die Brauerei nach dem Pirin-Gebirge, aus dessen Quellen die Brauerei das Wasser bezieht.
Die Pirinsko-Brauerei ist der Sponsor des Fußballclubs Pirin Blagoewgrad.

## Sorten
Angeboten werden ein helles Pils (Marktanteil 8 %) sowie seit kurzem ein etwas stärkeres Dunkelbier.